# Leptogaster elbaiensis
Leptogaster elbaiensis là một loài ruồi trong họ Asilidae. Leptogaster elbaiensis được Efflatoun miêu tả năm 1937. Loài này phân bố ở vùng Cổ Bắc giới và nhiệt đới châu Phi.